# WiX
The Windows Installer XML (WiX) toolset - набір інструментів, що дозволяють створювати встановлювальні пакунки Windows Installer (.MSI і .MSM) на основі XML-опису.
Програми з набору WiX призначені для роботи в командному рядку, однак існує додаток Votive, який дозволяє працювати із початковими кодами встановлювача як із проєктом Visual Studio (проєктний файл має розширення .wixproj). При цьому підтримуються звичайні можливості проєктів: підсвічування синтаксису, побудова з командного рядка, IntelliSense тощо.
Windows Installer XML компанія Microsoft випустила в квітні 2004 року під ліцензією Common Public License і розмістила на сайті SourceForge.net, файли початкового коду переміщено на CodePlex. WiX став першим проєктом, випущеним компанією під відкритою ліцензією. Творець і провідний розробник — Роб Меншинг (Rob Mensching).

## Склад пакунка
Пакунок WiX включає набір консольних утиліт (назви утиліт обігрують тему горіння, натякаючи на те, що «WiX» звучить як англ. wicks — «ґноти»":
candle
Компілятор/препроцесор — отримує об'єктні модулі за початковими XML-документами.
light
Компонувальник — збирає готовий встановлювальний пакунок з об'єктних модулів та інших ресурсів.
litБібліотекар — дозволяє зібрати з декількох об'єктних модулів один бібліотечний файл.
dark
Декомпілятор — за інсталяційним пакунком (.MSI) отримує відповідний XML-документ.
tallow / heat / mallow / paraffinІнструмент, що дозволяє за каталогом файлів отримати їх XML-опис, придатний для використання у WiX. Існує також mallow — неофіційний розвиток утиліти tallow. У WiX 3.0 подібну функціональність надають також утиліти heat і paraffin.
pyroУтиліта, що дозволяє створювати патчі (.msp- пакунки) без використання Windows Installer SDK.
burnБутстрапер встановлення, вперше випущений у версії 3.6. Його переваги — невеликий розмір, належна підтримка підвищення для Windows Vista та Windows 7, налаштовувані інтерфейс користувача та показники прогресу, а також автоматичне завантаження необхідних залежностей. Старий сирцевиц код burn відкинуто в липні 2009 року і перероблений на основі завантажувача NETFX4.